# Metahygrobiella albula
Metahygrobiella albula là một loài rêu tản trong họ Cephaloziaceae. Loài này được (Stephani) Grolle miêu tả khoa học lần đầu tiên năm 1963.